# Cryptostegia madagascariensis
Cryptostegia madagascariensis är en oleanderväxtart som beskrevs av Boj.. Cryptostegia madagascariensis ingår i släktet Cryptostegia och familjen oleanderväxter.

## Underarter
Arten delas in i följande underarter:
- C. m. glaberrima
- C. m. septentrionalis